# Борсфлет
Борсфлет (нім. Borsfleth) — громада в Німеччині, розташована в землі Шлезвіг-Гольштейн. Входить до складу району Штайнбург. Складова частина об'єднання громад Горст-Герцгорн.
Площа — 15,19 км2. Населення становить 718 ос. (станом на 31 грудня 2020).